# SN 1604
Gwiazda Keplera (również Nowa Keplera lub SN 1604) – supernowa odkryta w 1604 roku, położona w gwiazdozbiorze Wężownika w odległości około 20 tysięcy lat świetlnych od Ziemi. Ostatnia supernowa zaobserwowana w naszej Galaktyce.

## Nazwa
Oficjalne oznaczenie supernowej to SN 1604, akronim „SN” oznacza „supernową”, a liczba to rok odkrycia. Bardziej popularnie supernowa jest znana jako Gwiazda Keplera lub Nowa Keplera od nazwiska Johannesa Keplera, który ją opisał.

## Odkrycie

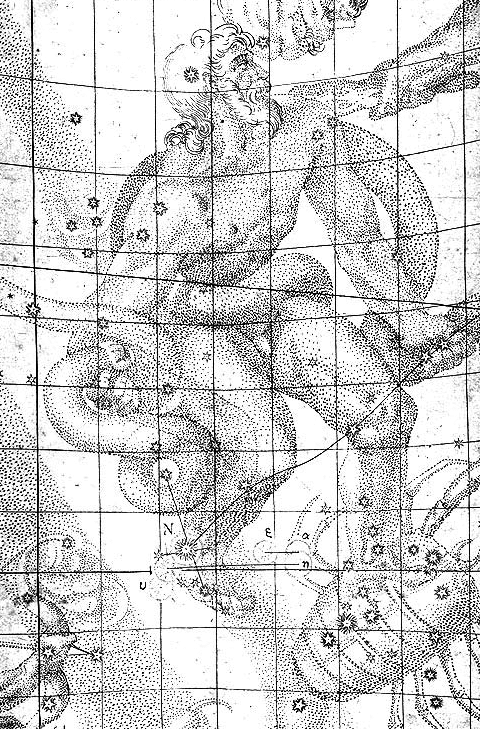
Oryginalny rysunek Johannesa Keplera przedstawiający lokalizację stella nova (zaznaczona literą „N”)

Supernowa została pierwszy raz zaobserwowana 9 października 1604. Niemiecki astronom Johannes Kepler zauważył ją pierwszy raz 17 października i opisał w książce De Stella nova in pede Serpentarii (Nowa gwiazda na stopie Wężownika).
Supernowa była widoczna gołym okiem. W czasie szczytowej jasności była najjaśniejszym obiektem na nocnym niebie, łącznie z wszystkimi planetami prócz Wenus, z jasnością gwiazdową równą −2,5.

## Charakterystyka
Notatki Keplera na temat gwiazdy są na tyle szczegółowe, że pozwoliły zidentyfikować supernową jako supernową termonuklearną, czyli typu Ia. Tego typu supernowe mogą powstawać w wyniku kolizji dwóch białych karłów lub przez akrecję materii na powierzchni jednego białego karła w ciasnym układzie podwójnym. W przypadku Gwiazdy Keplera dane obserwacyjne sugerują, że do eksplozji doszło w układzie podwójnym, na co wskazuje odkryta w 2013 roku struktura w kształcie dysku oraz duże ilości magnezu w obłoku po supernowej – ten pierwiastek nie jest wytwarzany w dużych ilościach w supernowych, ale mógł pochodzić z towarzyszącej białemu karłowi gwiazdy.

## Znaczenie
Była ostatnią obserwowaną supernową bezsprzecznie znajdującą się w naszej Galaktyce, znajdowała się nie dalej niż 6 kiloparseków (około 20 000 lat świetlnych). Była to druga supernowa widziana w czasie jednego pokolenia (pierwszą była SN 1572 widziana przez Tychona Brahego w Kasjopei). Od tego momentu nie zanotowano więcej supernowych w Drodze Mlecznej, jednakże notuje się takie zjawiska w innych galaktykach.